# Avalancha Tour
La gira Avalancha Tour o Gira de la Conciencia es el nombre genérico que se le dio a la gira mundial de Héroes del Silencio en 1996, para presentar su disco Avalancha.

## Datos
Enrique Bunbury, vocalista del grupo, comenzaba los conciertos con la frase:
-"Bienvenidos a la gira de la conciencia, bienvenidos a la Avalancha"
Fue la gira más larga del grupo, recorrieron muchos países; la parte de la gira española comenzó el 1 de junio en Melilla y finalizó el 30 de junio en Barcelona. En esta gira se acumuló cierta tensión entre los miembros del grupo, y la convivencia entre ellos se hizo difícil, especialmente entre Enrique Bunbury y Juan Valdivia
Al terminar la gira anunciaron el lanzamiento de un álbum en directo llamado "Parasiempre". También anunciaron un descanso y la disolución momentánea del grupo. Bunbury se despidió en este disco con la ya mítica frase: ``Nos vemos en la gira del próximo Milenio´´

## Primera etapa: Europa
| Fecha                    | País         | Ciudad                 |
| 22 de julio de 1995      | Suiza        | Bellinzona             |
| 26 de julio de 1995      | Suiza        | Zúrich                 |
| 12 de agosto de 1995     | Suiza        | Zöffingen              |
| 26 de agosto de 1995     | Alemania     | Pirmasens              |
| 19 de septiembre de 1995 | España       | Zaragoza               |
| 25 de septiembre de 1995 | Italia       | Milán                  |
| 26 de septiembre de 1995 | Italia       | Roma                   |
| 29 de septiembre de 1995 | Hungría      | Budapest               |
| 30 de septiembre de 1995 | Austria      | Linz                   |
| 1 de octubre de 1995     | Austria      | Graz                   |
| 3 de octubre de 1995     | Austria      | Viena                  |
| 5 de octubre de 1995     | Países Bajos | Ámsterdam              |
| 7 de octubre de 1995     | Inglaterra   | Londres                |
| 9 de octubre de 1995     | Suecia       | Estocolmo              |
| 11 de octubre de 1995    | Finlandia    | Helsinki               |
| 13 de octubre de 1995    | Dinamarca    | Copenhague             |
| 15 de octubre de 1995    | Alemania     | Hamburgo               |
| 16 de octubre de 1995    | Alemania     | Hamburgo               |
| 17 de octubre de 1995    | Alemania     | Hanóver                |
| 19 de octubre de 1995    | Alemania     | Leipzig                |
| 20 de octubre de 1995    | Alemania     | Berlín                 |
| 22 de octubre de 1995    | Alemania     | Stuttgart              |
| 23 de octubre de 1995    | Alemania     | Sankt Wendel           |
| 24 de octubre de 1995    | Alemania     | Bremen                 |
| 26 de octubre de 1995    | Alemania     | Bielefeld              |
| 27 de octubre de 1995    | Alemania     | Colonia                |
| 28 de octubre de 1995    | Luxemburgo   | Dudelange              |
| 30 de octubre de 1995    | Alemania     | Neu Isenburg           |
| 31 de octubre de 1995    | Alemania     | Múnich                 |
| 2 de noviembre de 1995   | Alemania     | Fürth                  |
| 3 de noviembre de 1995   | Suiza        | Ginebra                |
| 4 de noviembre de 1995   | Suiza        | Sempach                |
| 5 de noviembre de 1995   | Suiza        | Zúrich                 |
| 7 de noviembre de 1995   | Alemania     | Memmingen              |
| 8 de noviembre de 1995   | Francia      | Estrasburgo            |
| 10 de noviembre de 1995  | Francia      | París                  |
| 12 de noviembre de 1995  | Bélgica      | Bruselas               |
| 15 de noviembre de 1995  | España       | Barcelona              |
| 18 de noviembre de 1995  | Francia      | Toulouse               |
| 20 de noviembre de 1995  | España       | Madrid                 |
| 21 de noviembre de 1995  | España       | Madrid                 |
| 23 de noviembre de 1995  | España       | Lugo                   |
| 24 de noviembre de 1995  | España       | Oviedo                 |
| 25 de noviembre de 1995  | España       | Santiago de Compostela |
| 26 de noviembre de 1995  | España       | Melgar de Fernamental  |
| 28 de noviembre de 1995  | España       | Salamanca              |
| 30 de noviembre de 1995  | España       | Valencia               |
| 1 de diciembre de 1995   | España       | Barcelona              |
| 2 de diciembre de 1995   | España       | Zaragoza               |
| 5 de diciembre de 1995   | España       | Sevilla                |
| 23 de enero de 1996      | Francia      | Cannes                 |

## Segunda etapa: América
| Fecha                 | País           | Ciudad              |
| 1 de febrero de 1996  | México         | Monterrey           |
| 2 de febrero de 1996  | México         | Guadalajara         |
| 3 de febrero de 1996  | México         | San Luis de Potosí  |
| 5 de febrero de 1996  | México         | México, D. F.       |
| 6 de febrero de 1996  | México         | México, D. F.       |
| 7 de febrero de 1996  | México         | México, D. F.       |
| 9 de febrero de 1996  | México         | Mexicali            |
| 10 de febrero de 1996 | México         | Tijuana             |
| 11 de febrero de 1996 | México         | Ensenada            |
| 13 de febrero de 1996 | México         | México, D. F.       |
| 14 de febrero de 1996 | México         | México, D. F.       |
| 17 de febrero de 1996 | Costa Rica     | San José            |
| 19 de febrero de 1996 | Honduras       | Tegucigalpa         |
| 23 de febrero de 1996 | Estados Unidos | Oakland             |
| 25 de febrero de 1996 | Estados Unidos | Reno                |
| 1 de marzo de 1996    | Estados Unidos | Fresno              |
| 2 de marzo de 1996    | Estados Unidos | San José            |
| 3 de marzo de 1996    | Estados Unidos | Las Vegas           |
| 9 de marzo de 1996    | Estados Unidos | Los Ángeles         |
| 10 de marzo de 1996   | Estados Unidos | Los Ángeles         |
| 14 de marzo de 1996   | Estados Unidos | Ventura             |
| 16 de marzo de 1996   | Estados Unidos | Pomona              |
| 17 de marzo de 1996   | Estados Unidos | Los Ángeles         |
| 18 de marzo de 1996   | Estados Unidos | Los Ángeles         |
| 19 de marzo de 1996   | Estados Unidos | Long Beach          |
| 23 de marzo de 1996   | Estados Unidos | Houston             |
| 24 de marzo de 1996   | Estados Unidos | Dallas              |
| 29 de marzo de 1996   | Estados Unidos | Chicago             |
| 3 de abril de 1996    | Estados Unidos | Boston              |
| 4 de abril de 1996    | Estados Unidos | Nueva York          |
| 12 de abril de 1996   | Puerto Rico    | San Juan            |
| 13 de abril de 1996   | Panamá         | Freway Tumba Muerto |
| 15 de abril de 1996   | México         | México, D. F.       |
| 17 de abril de 1996   | Honduras       | Tegucigalpa         |
| 19 de abril de 1996   | Honduras       | San Pedro Sula      |
| 22 de abril de 1996   | Ecuador        | Guayaquil           |
| 24 de abril de 1996   | Ecuador        | Cuenca              |
| 26 de abril de 1996   | Ecuador        | Quito               |
| 30 de abril de 1996   | Estados Unidos | Miami               |
| 1 de mayo de 1996     | Estados Unidos | Miami               |
| 2 de mayo de 1996     | Estados Unidos | Miami               |

## Tercera etapa: Europa
| Fecha               | País     | Ciudad                     |
| 23 de mayo de 1996  | España   | Madrid                     |
| 24 de mayo de 1996  | Alemania | Nürburgring                |
| 25 de mayo de 1996  | Alemania | Múnich                     |
| 28 de mayo de 1996  | Alemania | Berlín                     |
| 29 de mayo de 1996  | Alemania | Berlín                     |
| 1 de junio de 1996  | España   | Barcelona                  |
| 4 de junio de 1996  | España   | Bilbao                     |
| 6 de junio de 1996  | España   | Benidorm                   |
| 7 de junio de 1996  | España   | Madrid                     |
| 8 de junio de 1996  | España   | Zaragoza                   |
| 9 de junio de 1996  | España   | Teruel                     |
| 11 de junio de 1996 | España   | Valladolid                 |
| 12 de junio de 1996 | España   | Zamora                     |
| 14 de junio de 1996 | España   | Vigo                       |
| 15 de junio de 1996 | España   | La Coruña                  |
| 16 de junio de 1996 | España   | Orense                     |
| 18 de junio de 1996 | España   | Madrid                     |
| 20 de junio de 1996 | España   | Valencia                   |
| 21 de junio de 1996 | España   | Cuenca                     |
| 22 de junio de 1996 | España   | Málaga                     |
| 23 de junio de 1996 | España   | Córdoba                    |
| 25 de junio de 1996 | España   | Palma de Mallorca          |
| 27 de junio de 1996 | España   | Las Palmas de Gran Canaria |
| 28 de junio de 1996 | España   | Santa Cruz de Tenerife     |
| 30 de junio de 1996 | España   | Melilla                    |
| 4 de julio de 1996  | Alemania | Costanza                   |
| 5 de julio de 1996  | Alemania | Friburgo de Brisgovia      |
| 6 de julio de 1996  | Alemania | Rastatt                    |
| 9 de julio de 1996  | Alemania | Hamm                       |
| 10 de julio de 1996 | Alemania | Kiel                       |
| 12 de julio de 1996 | Alemania | Dresde                     |
| 13 de julio de 1996 | Alemania | Rottemburgo                |
| 14 de julio de 1996 | Suiza    | Berna                      |
| 15 de julio de 1996 | Suiza    | Zúrich                     |
| 17 de julio de 1996 | Austria  | Viena                      |
| 19 de julio de 1996 | Alemania | Hanóver                    |
| 20 de julio de 1996 | Alemania | Ratisbona                  |
| 21 de julio de 1996 | Alemania | Balinger                   |

## Cuarta etapa: América
| Fecha                    | País           | Ciudad                            |
| 24 de agosto de 1996     | Brasil         | São Paulo                         |
| 28 de agosto de 1996     | Chile          | Santiago de Chile                 |
| 29 de agosto de 1996     | Argentina      | Buenos Aires                      |
| 30 de agosto de 1996     | Argentina      | Buenos Aires                      |
| 3 de septiembre de 1996  | Perú           | Lima                              |
| 5 de septiembre de 1996  | Colombia       | Bogotá                            |
| 6 de septiembre de 1996  | Colombia       | Medellín                          |
| 8 de septiembre de 1996  | Venezuela      | Caracas                           |
| 10 de septiembre de 1996 | Panamá         | Panamá Atlapa                     |
| 12 de septiembre de 1996 | Panamá         | Panamá ACUSTICO Discoteca Bacchus |
| 13 de septiembre de 1996 | Costa Rica     | Heredia                           |
| 14 de septiembre de 1996 | Guatemala      | Ciudad de Guatemala               |
| 18 de septiembre de 1996 | Nicaragua      | Managua                           |
| 20 de septiembre de 1996 | México         | Monterrey                         |
| 21 de septiembre de 1996 | México         | Veracruz                          |
| 24 de septiembre de 1996 | México         | México, D. F.                     |
| 25 de septiembre de 1996 | México         | México, D. F.                     |
| 27 de septiembre de 1996 | México         | Guadalajara                       |
| 29 de septiembre de 1996 | El Salvador    | San Salvador                      |
| 1 de octubre de 1996     | Estados Unidos | Chicago                           |
| 3 de octubre de 1996     | Estados Unidos | San Francisco                     |
| 5 de octubre de 1996     | Estados Unidos | San Bernardino                    |
| 6 de octubre de 1996     | Estados Unidos | Los Ángeles                       |